# Петродворцовый район
Петродворцо́вый райо́н — административно-территориальная единица на юго-западе Санкт-Петербурга на южном побережье Финского залива, в 30 км от центра города.

## Внутригородские муниципальные образования
В границах Петродворцового района Санкт-Петербурга располагаются 3 внутригородских муниципальных образования, в том числе 2 города и 1 посёлок:
| № | Флаг | Герб | Статус ВМО | Название ВМО | Площадь, км² | Население, чел. (2025 г.) |
| - | ---- | ---- | ---------- | ------------ | ------------ | ------------------------- |
| 1 |      |      | город      | Ломоносов    | 41,00        | ↘38 477                   |
| 2 |      |      | город      | Петергоф     | 48,30        | ↗81 767                   |
| 3 |      |      | посёлок    | Стрельна     | 19,42        | ↗14 651                   |

## История
Петергофский район образован 5 июня 1938 года в результате реорганизации городского совета в городе Петергоф в районный совет с непосредственным подчинением Ленгорсовету.
27 января 1944 года город Петергоф был переименован в город Петродворец, а район в Петродворцовый.
12 июня 1950 в состав района были переданы рабочие посёлки Володарский и Стрельна Красносельского района Ленинградской области.
16 января 1963 года рабочий поселок Володарский включён в городскую черту Ленинграда в составе Кировского района.
18 апреля 1978 года в административное подчинение Петродворцовому району из Ленинградской области был передан город Ломоносов.
В 1995 году на территории города Ломоносов образован самостоятельный Ломоносовский район Санкт-Петербурга.
2 декабря 2003 года территория Ломоносовского района была вновь включена в состав Петродворцового района.
В мае 2009 года приказом Комитета по земельным ресурсам и землеустройству Санкт-Петербурга в адресном классификаторе название «Петродворец» было окончательно заменено на «Петергоф». В сентябре 2009 года Федеральная служба государственной регистрации, кадастра и картографии приняла решение указывать на всех картах название Петергоф вместо Петродворца.

## Население
| 2002     | 2009     | 2010     | 2012     | 2013     | 2014     | 2015     | 2016     | 2017     |
| -------- | -------- | -------- | -------- | -------- | -------- | -------- | -------- | -------- |
| 77 542   | ↗116 716 | ↗128 156 | ↗129 763 | ↗130 127 | ↗131 495 | ↗133 668 | ↗135 565 | ↗138 146 |
| 2018     | 2019     | 2020     | 2021     | 2023     | 2025     |          |          |          |
| ↗140 949 | ↗143 154 | ↗143 823 | ↘134 018 | ↗134 148 | ↗134 895 |          |          |          |

Данные 2002 года не учитывают население Ломоносовского района, который был присоединен к Петродворцовому в 2003 году.
Национальный состав
По итогам переписи населения 2020 года проживали следующие национальности (национальности менее 0,1 % и другое см. в сноске к строке «Другие»):
| Национальность | Численность, чел. | Доля     |
| -------------- | ----------------- | -------- |
| Русские        | 74 151            | 55,33 %  |
| Украинцы       | 602               | 0,45 %   |
| Белорусы       | 369               | 0,28 %   |
| Татары         | 353               | 0,26 %   |
| Армяне         | 178               | 0,13 %   |
| Другие         | 58 365            | 43,55 %  |
| Итого          | 134 018           | 100,00 % |

## Инфраструктура
Общая протяженность дорог — 243,9 км.
Администрации района подведомственны: 20 школ (в том числе один лицей, две гимназии, одна школа-интернат), 30 детских садов, 3 учреждения дополнительного образования детей. В районе 7 поликлиник (1 ведомственная, 2 для взрослых, 2 детских, 2 стоматологических), одна больница, 2 кинотеатра, 4 детских музыкальных школы, Петергофская школа искусств, детская художественная школа, Центр культуры и досуга «Стрельна», Центр технического творчества, Ломоносовский городской дом культуры, краеведческий музей, Централизованная библиотечная система Петродворцового района (7 библиотек).
На территории района расположены несколько институтов и факультетов Санкт-Петербургского государственного университета.

## Экономика
Городу Петергофу, входящему в состав Петродворцового района, 23 июля 2005 года присвоен статус наукограда России.
На территории района располагаются следующие промышленные предприятия:
- Петродворцовый часовой завод;
- 61-й бронетанковый ремонтный завод;
- 55-й металлообрабатывающий завод;
- Завод «Машрыбпром»;
- Птицефабрика «Красные Зори»;
- завод ООО «БСХ Бытовые Приборы» по производству холодильников и стиральных машин — дочернее предприятие концерна BSH Hausgeräte.

## Достопримечательности
Главными достопримечательностями района являются дворцово-парковые ансамбли Петергоф, Ораниенбаум и Константиновский дворец.